# Hitman: Codename 47
Hitman: Codename 47 (букв. с англ. — «Наёмный убийца: Позывной 47», официально локализована как «Hitman: Агент 47») — компьютерная игра в жанре стелс-экшена, разработанная датской студией IO Interactive и изданная Eidos Interactive в 2000 году. Игра является родоначальницей игровой серии Hitman.
Следующая игра серии — Hitman 2: Silent Assassin.
Hitman: Codename 47 стала одной из первых игр, использующих «кукольную» физику.

## Сюжет
Главный герой игры — клон-киллер с позывным «47», созданный выдающимся учёным-генетиком доктором Орт-Майером. Для проверки возможностей 47-го действовать в реальной среде Орт-Майер сначала дистанционно обучает героя владению различными видами оружия, а потом устраивает его побег из бухарестской психиатрической больницы, где 47-й содержался.
Спустя некоторое время 47-й начинает работать на таинственное Международное Контрактное Агентство (или просто Агентство), которое предлагает услуги профессиональных киллеров по всему миру. Через своего связного Агентства Диану Бёрнвуд 47-й получает контракт на свою первую цель — лидера гонконгской триады «Красный дракон» Ли Хонга. Чтобы подобраться к нему, 47-й развязывает войну между триадами Гонконга. Сначала он метким выстрелом из снайперской винтовки убивает эмиссара «Красных драконов», приехавшего на встречу с представителем «Синих лотосов»; затем он подрывает машину эмиссара «Синих лотосов», приехавшего в ресторан Ли Хонга с объяснениями. Последняя попытка не допустить раздора срывается в кафе, где при посредничестве шефа полиции должны были встретиться эмиссары двух группировок, но на встрече 47-й убивает их всех. Между триадами разгорается война, и Ли Хонг вынужден скрыться в своём ресторане-крепости, где 47-й наконец его находит и убивает.
Следующей целью становится наркобарон Пабло Белисарио Охойа, скрывающийся на своей плантации в джунглях Колумбии. Прибыв на место, 47-й помогает индейскому племени Ю-Ва найти потерянного идола и спасти брата вождя племени, чтобы те помогли пробраться к базе Охойа, по секретной тропе. 47-й слышит жуткие истории от жителей племени, будто бы Пабло — злой дух и имеет 9 жизней. 47-й на себе ощущает правдивость этих слухов: Пабло накачан наркотиками и носит бронежилет, и чтобы убить его, 47-му приходится потратить не один десяток патронов (впрочем, можно найти выгодную позицию и уничтожить Пабло с одного выстрела, используя снайперскую винтовку).
Очередной целью становится международный террорист Франц Фукс, планирующий во время международной конференции устроить теракт в фешенебельном отеле Будапешта. 47-й расправляется с пособниками Фукса, а его самого убивает в душевой комнате собственного номера, после чего разоружает и вывозит из гостиницы химическую бомбу.
Следуя новому контракту Агентства, 47-й прибывает в роттердамскую гавань, где находится пришвартованный корабль торговца оружием Аркадия Егорова (также известного мононимно как Борис). Чтобы выследить цель, 47-й прикрепляет маячок к машине местных бандитов, желающих приобрести оружие у цели. На месте встречи 47-й, устранив членов банды, выдает себя за покупателя и отдаёт подчинённому Аркадия чемодан с деньгами и маячком внутри. С помощью маячка 47-й наконец выслеживает убежище Аркадия — грузовой корабль с ядерной бомбой на борту. 47-й пробирается через охраняемый порт к кораблю, устраняет Аркадия, после чего обезвреживает бомбу, которую тот успел взвести.
Во время выполнения заказов у всех целей 47-й находит письма, которые указывают на то, что все цели были знакомы между собой и некогда вместе служили во Французском иностранном легионе. Последний контракт приводит 47-го в Румынию, где он должен убить профессора Ховача. Увидев жертву, 47-й узнаёт в ней «одного из людей с иглами», некогда ставивших на 47-м опыты. Перепуганный Ховач заявляет, что во всём виноват профессор Орт-Майер, и пытается сбежать, после чего 47-й его убивает. В это же самое время, в психбольницу прибывает тяжёловооруженный отряд SWAT. 47-й вынужден спуститься в подвал, где он находит лабораторию по клонированию. По громкоговорителю доктор Орт-Майер рассказывает 47-му всю правду о том, что он всего лишь клон. Все цели, которых он до этого убил, были участниками проекта по клонированию. Все они поделились своими образцами ДНК, чтобы создать идеального убийцу — сильного, послушного и хладнокровного. Чтобы ни с кем не делиться своим детищем, Орт-Майер их и заказал. Но 47-й получился не такой, как предыдущие попытки — слишком своенравный, разумный, имеющий свою собственную волю — всё благодаря 47 хромосомам. Теперь 47-й хочет добраться до своего «отца». Орт-Майер высылает на 47-го армию клонов нового типа — «48-х», бездушных, бездумно верных клонов. Однако 47-й убивает всех клонов и добирается до Орт-Майера.
В игре есть две концовки. В каноничной концовке 47-й сворачивает Орт-Майеру шею. В альтернативной концовке, если не убить Орт-Майера, тот подойдёт к 47-му (считая его одним из отряда 48-х) и ударит разрядом электрошокера, после чего 47-й проснётся прикованным в кровати в камере.

## Игровой процесс
В отличие от множества шутеров того времени, Hitman: Codename 47 обладает стильным и необычным стелс-геймплеем, хотя стелсом её можно назвать только по сравнению с современниками — например, никто не мешает убить цель на глазах у всех и убежать, в отличие от следующих игр серии, где появилась система рейтингов, учитывающая выстрелы, убитых, кроме цели, провалы маскировки. Игра не поощряет массовые убийства, снижая денежное вознаграждение после миссии за смерть гражданских. Сама игра построена так, что пройти миссию, убивая всех, довольно тяжело. 47-й может переодеваться в одежду убитого им человека, чтобы предстать перед людьми «своим». В итоге от игрока требуется не красться в тени, а теряться в толпе, убивать только в крайних случаях. Как правило, главная задача любой миссии — убить цель, для чего обычно всегда есть множество способов, что позволяет проходить игру несколько раз.

## Критика
| Сводный рейтинг | Сводный рейтинг |
| Агрегатор       | Оценка          |
| --------------- | --------------- |
| GameRankings    | 73,65 %         |
| Metacritic      | 73/100          |

Hitman: Codename 47 получила положительные отзывы среди критиков, средний балл игры составил 73,65 % на GameRankings и 73 % на Metacritic.
К апрелю 2009 года издатель игры Square Enix заявлял, что Hitman: Codename 47 разошёлся тиражом более 500 тысяч копий по всему миру.